# Dino Verzini
Dino Verzini (nascido em 26 de novembro de 1973) é um ex-ciclista de estrada italiano, especialista em provas de velocidade e tandem.
Competindo no tandem, fazendo par com Bruno Gonzato, ele foi campeão mundial em 1967, realizada no município de Amsterdã, na Holanda.
Durante os Jogos Olímpicos de 1968 na Cidade do México, ele competiu na prova de velocidade e terminou em quinto lugar. Quatro anos depois, em Munique, competindo na prova de tandem, ele terminou em nono, juntamente com Giorgio Rossi.